# Присутственные места (Волоколамск)
Прису́тственные места́ — историческое здание (комплекс зданий) на территории Волоколамского кремля, построенное в начале XIX века. В настоящее время здание занимает следственный изолятор. Объект культурного наследия федерального значения.

## История
В состав комплекса входили четыре корпуса. Здание для уездных присутственных мест — главное здание комплекса — возведено в 1813—1815 гг., архитектор С. Е. Татаринов. Использовался «образцовый» проект. В 1858 году в глубине участка построено здание тюрьмы. В советский период в здании присутственных мест находился суд, в помещении тюрьмы был следственный изолятор. В настоящее время к следственному изолятору № 2 по Московской области относится весь комплекс.

## Архитектура
Главный корпус присутственных мест — двухэтажное кирпичное оштукатуренное здание, обращённое главным фасадом к улице (современная улица Горвал). Структура здания и главный фасад строго симметричны. Главную ось подчёркивает ризалит в пять оконных осей, венчаемый деревянным фронтоном. В первом этаже ризалит декорирован квадровым рустом, во втором этаже — полочками над окнами. Во второй половине XIX века окна дополнены простыми штукатурными наличниками и подоконным поясом на втором этаже. Другие фасады лишены декора. В здании балочные перекрытия. Планировка в основном сохранилась, но парадная трёхмаршевая лестница стала служебной. Частично сохранились интерьеры (двери, карнизы). Здание искажено боковыми пристройками.
Двухэтажное кирпичное (на белокаменном цоколе) оштукатуренное здание тюрьмы находится на главной композиционной оси здания присутственных мест. По первому этажу проходит ленточный руст. Оконные проёмы без наличников расположены равномерно, отражая планировку с камерами, обращёнными во двор, и коридором с задней стороны комплекса. Одноэтажные флигели, предназначавшиеся для тюремной бани и кухни, перестроены и частично снесены.